# 信約：動盪的年代
《信約：動盪的年代》，新加坡新傳媒私人有限公司民初電視劇，由陳泓宇、歐萱、陳羅密歐、陳凤玲、陳邦鋆及黃思恬領銜主演，白薇秀、李南星、陳泂江、陳祎伦、童冰玉及陳漢瑋特別演出，監製為張龍敏。此劇為新傳媒在第20屆上海電視節、中國國際影視展2014所推介的電視劇之一，亦是新傳媒51周年台慶劇。

## 故事特色
此劇是新加坡建國三部曲電視劇「信約」之第二系列，本系列主要講述新加坡華人祖先在第二次世界大戰到新加坡獨立的奮鬥點滴。

## 播出时间

### 首播
| 頻道                   | 所在地   | 播放日期       | 時間                  |
| ---------------------- | -------- | -------------- | --------------------- |
| 新傳媒8頻道            | 新加坡   | 2014年11月24日 | 星期一至五21:00起     |
| Astro双星 Astro双星HD  | 马来西亚 | 2014年12月4日  | 星期日至四17:00起     |
| Astro AEC Astro AEC HD | 马来西亚 | 2015年7月7日   | 星期一至五 20:30起    |
| NTV7                   | 马来西亚 | 2015年12月2日  | 星期一至星期四21:30起 |

### 重播
| 頻道                   | 所在地   | 播放日期       | 時間                            |
| ---------------------- | -------- | -------------- | ------------------------------- |
| 新傳媒8頻道            | 新加坡   | 2014年11月25日 | 星期一至五08:00起（不显示字幕） |
| Astro双星 Astro双星HD  | 马来西亚 | 2014年12月4日  | 星期日至四21:00起               |
| Astro双星 Astro双星HD  | 马来西亚 | 2014年12月4日  | 星期日至四24:00起               |
| Astro双星 Astro双星HD  | 马来西亚 | 2014年12月5日  | 星期五14:00起（连播五集）       |
| Astro双星 Astro双星HD  | 马来西亚 | 2014年12月6日  | 星期六06:00起（连播五集）       |
| Astro双星 Astro双星HD  | 马来西亚 | 2014年12月7日  | 星期日至四07:00起               |
| Astro双星 Astro双星HD  | 马来西亚 | 2014年12月7日  | 星期日至四13:00起               |
| 新傳媒8頻道            | 新加坡   | 2015年6月4日   | 星期一至五17:30起               |
| Astro AEC Astro AEC HD | 马来西亚 | 2015年7月7日   | 星期一至五 23:00起              |

## 演員表

### 張家（張天鷹）
| 演員   | 角色        | 暱稱/關係 | 登场集数                                                 |
| 陳禕倫 | 張天鷹      | 「兄弟金油药厂」老板之一 張蕙娘之夫 張天鵬之弟 張佳之父 張敏之養父 洪明慧之公公 于第1集因车子坏了而赶不上去苏门答腊的船 于第2集因遭胡為人陷害，在肅清大屠殺中被日军官杀害 | 第1集～第2集 第18集 (声音，胡佳阅读張天鷹留给胡佳的信)   |
| 白薇秀 | 張蕙娘      | 張天鷹之妻 張佳之母 張敏之養母 洪明慧之婆婆 于第1集因车子坏了而赶不上去苏门答腊的船 于第2集因被日本宪兵強暴受伤而身亡 | 第1集～第2集                                             |
| 陳鳳玲 | 張 敏       | 敏儿 中仁中学教师 洪當勇之女友，后为其妻 洪寬、洪鋭之母 張天鷹、張蕙娘之養女 張佳之義姊 張晏之義堂妹，鍾情對象兼死敌 洪明慧之好友 于第1集因车子坏了而赶不上去苏门答腊的船 于第3集与張佳失散，往洪家投靠 于第8集在‘反对国民服役登记’抗议中被警方打伤头部，后送往胡佳住家治疗 于第9集开始怀疑胡佳是张佳 于第17集去见已潜回国的洪当勇 于第19集为了避开张晏，决定搬到学生宿舍去住 于第21集在校园集中抗议中被警方打伤头部，送往医院治疗 于第25集被张晏囚禁 于第26集被张晏强奸 于第28集和洪当勇结婚 于第29集诞下洪宽 于第30集诞下洪锐 童年时期由刘彦希飾演 | 第1集～第6集 第8集～第17集 第19集～第23集 第25集～第30集 |
| 陳泓宇 | 張佳 / 胡佳 | 佳儿,大流氓，佳哥 “小义堂”黑社会头领 → 堂主 钟情洪明慧，后为其夫 张天鹰、张蕙娘之子 张晏之堂弟，情敌兼死敌 胡为人之养子 张敏之义弟 白兰香之钟情对象 于第1集因车子坏了而赶不上去苏门答腊的船 于第3集与张敏失散，与胡为人掉入河水，随后结为父子并改姓 于第11集因被张晏所逼，在大街上侮辱和殴打白蘭香 于第16集暗中帮忙洪当勇脱困，把他藏在树林里的小屋里 于第18集在洪明慧面前承认自己是张佳 于第20集开枪打伤张晏 于第23集在一气之下砸了糖水妹的糖水档 于第24集发誓要为糖水妹报仇 于第27集为了帮糖水妹报仇而杀了铁齿 于第29集被张晏收买的白狗派人刺杀未遂，后远离黑道并开洗衣店 于第30集被白狗刺杀未遂后将其刺死，并和洪明慧有情人终成眷属 童年时期由张值豪饰演 少年时期由宗子杰饰演 | 全剧                                                     |

### 張家（張天鵬）
| 演員     | 角色   | 暱稱/關係 | 登場集數                                                                    |
| 李南星   | 張天鵬 | 「兄弟金油药厂」大头家 白明珠之夫 張天鷹之兄 張晏之父 洪石之義兄 洪明慧之前公公 洪寬之祖父 于第2集与白明珠、張晏逃离到苏门答腊 于第5集（胡佳回忆里）已回返新加坡 于第29集被張晏失手撞到額頭而摔下樓梯而昏迷 于第30集甦醒，後因得知張晏卖掉“兄弟金油”而心脏病发身亡 | 第1集～第2集 第4集～第5集 第13集 第17集 第20集 第22集 第24集 第29集～第30集 |
| 童冰玉   | 白明珠 | 張天鵬之妻 張晏之母 洪明慧之前婆婆 洪寬之祖母 于第2集与張天鵬、張晏逃离到苏门答腊 于第5集（胡佳回忆里）已回返新加坡 此角色于信約：我們的家園开播前移民至蘇門答臘，並且僅在對白提及 | 第1集～第2集 第4集～第5集 第22集 第24集 第29集～第30集                      |
| 陳羅密歐 | 張 晏  | 洋名Steven Chong，恐怖情人，张晏 遭洪当勇影响而魔化 律师、政治部主任 張天鵬、白明珠之子 張佳之堂兄 洪寬之父 張敏之義堂兄，鍾情張敏 洪明慧之夫，后離婚 洪當勇之好友，後來反目为死敌 于第2集与張天鵬、白明珠逃离到苏门答腊 于第4集从英国修读法律后回返新加坡 于第18集和洪當勇反目成仇 于第19集派警察逮捕左派势力成员 于第20集被胡佳开枪打伤 于第21集派人扫荡“小义堂” 于第22集和洪明慧结婚 于第25集为不让张敏和洪當勇见面而囚禁张敏 于第26集强奸张敏 于第29集買兇白狗派人刺殺张佳未遂，两年后和洪明慧离婚 于第30集放火烧洪当勇和张敏的屋子，得知張天鵬過世後悲痛不已并掐死方露露 最後被抓去英國坐牢 童年时期由林轩存飾演 | 第1集～第2集 第4集～第30集                                                  |

### 洪家
| 演員   | 角色         | 暱稱/關係 | 登场集数                                                                |
| 陳泂江 | 洪 石        | 石头 「兄弟金油药厂」厂长 林鴨子之夫 洪當勇、洪明慧之父 張天鵬之義弟 張敏之公公 張佳之岳父 張晏之前岳父 洪鋭之祖父 此角色于信約：我們的家園开播前已過世 | 第3集～第4集 第13集 第16集～第17集 第19集 第22集～第23集 第29集～第30集 |
| 歐 萱  | 林鴨子       | 洪石之妻 洪當勇、洪明慧之母 張敏之婆婆 張佳之岳母 張晏之前岳母 洪鋭之祖母 於第29集過世 | 第3集～第4集 第19集 第21集～第23集                                      |
| 陳邦鋆 | 洪當勇／洪天 | 大狗熊 左派势力成员 張敏之男友，后为其丈夫 洪石、林鴨子之子 洪明慧之兄 洪鋭之父 洪寬之养父 张佳之好友 張晏之好友，後來为死敌 于第6集替張晏接受胡佳的挑战 于第16集暗探追捕 于第18集和張晏反目成仇 于第22集被张晏下令逮捕，如果拒捕，格杀勿论 于第28集和张敏结婚 于第30集被張晏嫁禍後自首，坐牢期間修讀法律，出獄后已是大律師 童年时期由陈毅丰飾演 | 第3集～第4集 第6集～第23集 第25集～第30集                               |
| 陳鳳玲 | 張 敏        | 参见張家（張天鷹）。 |                                                                         |
| 歐 萱  | 洪明慧       | 鸭屁股， 踢你屁股 护士 張佳之鍾情對象，后为其妻 洪石、林鴨子之女 洪當勇之妹 張敏之好友 張晏之妻，后离婚 于第18集逼问胡佳是不是张佳，后证实胡佳的确是张佳 于第22集和张晏结婚，得知张晏下令逮捕洪當勇 于第25集替张晏挡枪，受伤入院 于第28集发现张敏怀有张晏的孩子 于第29集和张晏离婚 于第30集和张佳有情人终成眷属 童年时期由黄韻璇飾演             | 第3集～第30集                                                           |
| 丁 翊  | 洪 宽        | 張晏、張敏之子 洪當勇之养子 張天鵬、白明珠之孫 洪鋭同母異父之兄 | 第29集～第30集                                                          |
|        | 洪 鋭        | 洪當勇、張敏之子 洪石、林鴨子之孫 洪寬同母異父之弟 | 第30集                                                                  |

### 胡家
| 演員   | 角色        | 暱稱/關係 | 登场集数                                  |
| 陳漢瑋 | 胡為人      | 胡(混)老头 街头小混混兼骗子、大汉奸 張佳之養父 前「兄弟金油药厂」员工，后陷害張天鷹 于第3集与張佳掉入河水，随后结为父子 于第4集在突击行动中被黑狗、白狗等下属打断腿，并带他到大街小巷给贫民砸，后被胡佳救出 于第5集因早前受头部重伤导致他严重发烧、神智不清 于第18集被白狗坎左耳，后来往大海里淹没 | 第1集～第5集 第7集～第12集 第14集～第18集 |
| 陳泓宇 | 張佳 / 胡佳 | 参见張家（張天鷹）。 | 全剧                                      |

### 白家
| 演員   | 角色   | 暱稱/關係 | 登场集数                                                 |
| 林泳锟 | 糖水叔 | 白蘭香之父 | 第4集～第6集 第8集～第12集 第14集～第16集 第23集～第24集 |
| 黃思恬 | 白蘭香 | 糖水妹 糖水叔之女 张佳之好友、结拜妹妹 鍾情張佳 于第11集因张佳被张晏所逼，在大街上被张佳侮辱和殴打 于第24集被白狗的手下强暴至死 少女时期由卢予萱飾演 | 第3集～第12集 第15集～第19集 第21集～第24集              |

### “小义堂”黑社会
| 演員   | 角色        | 暱稱/關係                                                                                             | 登场集数                                         |
| 鄭各評 | 梁四海      | “小义堂”黑社会堂主 第21集为救胡佳而被白狗开枪打死                                                     | 第6集 第9集～第13集 第19集～第21集               |
| 陈 翔  | 老 蔡       | 梁四海之助理 第21集被“七忠门”黑社会成员砍死                                                           | 第6集 第9集～第13集 第19集～第21集               |
| 陶 樱  | 玲 姐       | 梁四海之助理 第21集被白狗打死                                                                         | 第6集 第10集～第13集 第19集 第21集               |
| 陳泓宇 | 張佳 / 胡佳 | 参见張家（張天鷹）。                                                                                  | 全剧                                             |
| 张顺源 | 弹子头      | 原名林大头 “小义堂”黑社会下属 胡佳之好友 第7集被警方逮捕 第12集胡佳救他时被警方开枪打伤背部，随后死亡 | 第4集～第7集 第9集 第12集                        |
| 林绍凯 | 大 炮       | “小义堂”黑社会下属 胡佳之好友，说话时结巴。                                                           | 第4集～第6集 第9集 第12集～第15集 第17集～第28集 |

### “七忠门”黑社会
| 演員   | 角色  | 暱稱/關係 | 登场集数                                                                                      |
| 杨添福 | 黑 狗 | 原名白鼠 “七忠门”黑社会堂主 白狗之兄 于第5集（回忆里）在与胡佳、白蘭香交锋时被自己开的刀插死                                                                                  | 第4集～第5集                                                                                  |
| 黄炯耀 | 白 狗 | 龙哥 “七忠门”黑社会堂主 黑狗之弟 胡佳、胡為人之仇人 于第5集发誓要为黑狗报仇 于第9集与胡佳约法三章 于第18集砍去胡为人的左耳，后被胡佳弄烧左耳 于第30集欲刺死张佳，却反被其刺死 | 第4集～第5集 第7集 第9集 第14集～第15集 第18集 第21集 第24集 第27集～第30集                   |
| 小 孟  | 山 猪 | 死山猪 “七忠门”黑社会头领，于第5集绑架胡佳 | 第5集～第7集                                                                                  |
| 翁兴昂 | 铁 齿 | “小义堂”黑社会下属，后加入“七忠门” 于第27集被胡佳开枪杀死 | 第4集～第6集 第9集～第10集 第12集～第15集 第17集～第18集 第20集～第22集 第24集 第26集～第27集 |
| 方伟豪 | 阿 威 | “小义堂”黑社会下属，后加入“七忠门” 第18集被发现是黑社会内鬼，被胡佳刺伤 于第22集被张佳/胡佳开枪杀死                                                                           | 第9集～第10集 第14集～第15集 第18集 第22集                                                    |

### 中仁中学
| 演員   | 角色   | 暱稱/關係                                                                   | 登场集数                                         |
| 陳鳳玲 | 張 敏  | 参见張家（張天鷹）。                                                        |                                                  |
| 李永和 | 陈安国 | 张敏之学生 第15集被英国警官开枪打重伤，后上罗厘穿梭大街小巷游行三小时中死亡 | 第5集 第8集 第10集 第13集～第15集                |
| 谢德忠 | 潘志明 | 张敏之学生，说话糊里糊涂。                                                  | 第5集 第8集 第10集 第13集～第15集 第19集～第21集 |
| 吴俊辉 | 李小文 | 张敏之学生                                                                  | 第5集 第8集 第10集 第13集～第15集 第19集～第21集 |
| 陈美琪 | 林美燕 | 张敏之学生                                                                  | 第5集 第8集 第10集 第13集～第15集 第19集～第21集 |

### 其他演員
| 演員                   | 角色       | 暱稱/關係                                                | 登场集数                            |
| 朱秀鳳                 | 張 母      | 張家（張東恩）祖先。                                     | 已過世                              |
| 沈金興                 | 張廣平     | 張家（張東恩）祖先。                                     | 已過世                              |
| 林曉佩                 | 黄珍娘     | 張家（張東恩）祖先。                                     | 已過世                              |
| 黃俊雄                 | 張東恩     | 張家（張東恩）祖先。 参见信约：唐山到南洋#張家（張東恩） | 已過世，僅出現於回忆中              |
| 陈志强                 | 德 叔      | 張家（張天鷹）司机。                                     | 第1集～第3集                        |
| 赵家贵                 | 陈嘉庚     | 大会主席                                                 | 第1集                               |
| 廖永辉                 | 日军官     | 第4集撤离新加坡                                          | 第1集～第3集                        |
| 翁慧霖                 | 阿 銀      | 張家（張天鵬）前媽姐。                                   | 第5集                               |
| 许纾宁                 | 玉 洁      | 张敏之前学生，被父亲卖掉，要被“小义堂”黑社会带去当舞女   | 第5集～第6集                        |
| 陈宣恩                 | 小 萍      | 弹子头之大妹，被白狗绑架                                 | 第6集～第7集 第9集                  |
| 郑 文                  | 罗 新      | 洪當勇之友，也是跟踪对象第19集被警方逮捕                 | 第8集～第15集 第17集 第19集         |
| Kristina Pakhomova     | 洋 女      | 福尔曼先生之情妇                                         | 第9集～第10集                       |
| Andrew Thomas Hillyard | 福尔曼先生 | Mr. Foreman 主控官 張晏之上司                            | 第9集～第10集                       |
| Ray Nu D/O Su Wan      | 西 蒂      | Siti 洪明慧之同事                                        | 第10集 第14集～第15集               |
| 叶进华                 | 林高官     | 張晏之上司                                               | 第13集～第16集                      |
| 陈志光                 | 车厂经理   | 福利巴士公司车厂经理                                     | 第13集                              |
| 徐啸天                 | 丁 浩      | 洪当勇之同志 第27集背叛洪当勇，后被胡佳打昏              | 第15集 第21集 第25集～第27集 第30集 |
| 郑扬溢                 | 小 方      | 左派势力成员 洪当勇之同志                                | 第15集～第16集 第21集～第22集       |
| 陈天赐                 | 刘 强      | 洪当勇之同志                                             | 第15集 第21集 第26集                |
| 丁森炎                 | 林有贵     | 林有鬼 九八行生意人 花柳病患者 白蘭香之前未婚夫          | 第16集                              |
| 欧宗强                 | 刘主任     |                                                          | 第16集                              |
| 李顺利                 | 小 高      | 張晏之下属兼司机                                         | 第21集～第27集 第29集               |
| 刘慧娴                 | 方露露     | 张晏之情妇 於第30集被張晏掐死                            | 第23集～第25集 第29集～第30集       |
| 郑瑞和                 | 王德祥     | 一家小洋行之财副 白蘭香之未婚夫                          | 第24集                              |
| 陳國華                 | 万 山      | 洪当勇之邻居 万子聪之父                                  | 第30集                              |
|                        | 万子聪     | 万山之子                                                 | 第30集                              |

## 電視劇歌曲
| 曲別                                     | 歌名                         | 演唱者         | 作詞               | 作曲               | 编曲        | 制作人 |
| 主题曲（第1～24集） 片尾曲（第25～30集） | 信·约                        | 蔡淳佳、陈伟联 | 张乐声             | 林倛玉             | Terence Teo | 林倛玉 |
| 片尾曲（第1～24集） 主题曲（第25～30集） | 诀别书                       | 林倛玉、插班生 | 小寒               | 林倛玉             | 林倛玉      | 林倛玉 |
| 插曲（第1～18集）                        | 春天里                       | 無             | 賀綠汀             | 賀綠汀             | 無          | 無     |
| 插曲 （第26集）                          | 美丽的姑娘 原名：La Spagnola | 田鸣恩         | Vincenzo Di Chiara | Vincenzo Di Chiara | 無          | 無     |

## 獎項
| 入围者                    | 頒獎典禮                     | 獎項               | 角色            | 結果 |
| ------------------------- | ---------------------------- | ------------------ | --------------- | ---- |
| 张值豪                    | 红星大奖2015：加利谷闪耀星光 | 青苹果奖           | 张佳 (童年)     | 獲獎 |
| 陈毅丰                    | 红星大奖2015：加利谷闪耀星光 | 青苹果奖           | 洪当勇 (童年)   | 提名 |
| 徐盈盈                    | 红星大奖2015：加利谷闪耀星光 | 最佳服装与造型设计 | 不適用          | 提名 |
| 黄国钟                    | 红星大奖2015：加利谷闪耀星光 | 最佳戏剧摄影       | 不適用          | 提名 |
| 高俊瑋、郑凯华            | 红星大奖2015：加利谷闪耀星光 | 最佳音乐与音效设计 | 不適用          | 提名 |
| 蔡淳佳、陈伟联 《信。约》 | 红星大奖2015：加利谷闪耀星光 | 最佳主题曲         | 不適用          | 獲獎 |
| 叶佩娟                    | 红星大奖2015：加利谷闪耀星光 | 最佳导演           | 不適用          | 提名 |
| 卢燕金                    | 红星大奖2015：加利谷闪耀星光 | 最佳导演           | 不適用          | 提名 |
| 洪荣狄                    | 红星大奖2015：加利谷闪耀星光 | 最佳剧本           | 不適用          | 提名 |
| 陈罗密欧                  | 红星大奖2015：加利谷闪耀星光 | 最喜爱男角色       | 張 晏           | 提名 |
| 欧 萱                     | 红星大奖2015：加利谷闪耀星光 | 最喜爱女角色       | 洪明慧          | 獲獎 |
| 黄思恬                    | 红星大奖2015：加利谷颁奖典礼 | 最佳女配角         | 白兰香 (糖水妹) | 提名 |
| 白薇秀                    | 红星大奖2015：加利谷颁奖典礼 | 最佳女配角         | 张蕙娘          | 獲獎 |
| 陈汉玮                    | 红星大奖2015：加利谷颁奖典礼 | 最佳男配角         | 胡为人          | 獲獎 |
| 《信约：动荡的年代》      | 红星大奖2015：加利谷颁奖典礼 | 最佳电视剧         | 不適用          | 獲獎 |
| 陈凤玲                    | 红星大奖2015：加利谷颁奖典礼 | 最佳女主角         | 张 敏           | 提名 |
| 陈泓宇                    | 红星大奖2015：加利谷颁奖典礼 | 最佳男主角         | 胡佳 / 张佳     | 獲獎 |

## 軼事
- 此剧是《警徽天职3》后，新传媒在2014年制作的第二部续集，监制也一样是张龙敏。
- 此剧是歐萱第五部分饰双重角色剧集。
- 此剧是陈汉玮继《星洲之夜》后第二部饰演反派角色。
- 此剧是陈罗密欧继《花样人间》后第二部饰演反派角色，也是继《骤变》后第二次饰演一名律师。
- 此剧是童星张值豪首部参演的剧集。
- 此剧是陈凤玲、陈泓宇继《原点》、《萤火虫的梦》、《四个门牌一个梦》后，四度合作。
- 此剧是陈泓宇、陈汉玮继《志在四方》、《祖先保佑》后，三度合作。

## 與史實不合之處
- 第一集的尾声里，张天鹰一家躲开日军抛下的炸弹，所养的狗福气却没有躲开。
- 此剧讲的不雅用语包括“王八蛋”和“走狗”。中文字幕在此剧播出时，“王八蛋”被改成“混蛋”，并没有配音。相反的，“殖民地政府的走狗”被改成“殖民地政府的傀儡”，在说出时，很显然的，此用语被附上配音。

## 電視節目的變遷
| 新加坡 新傳媒8頻道 星期一至五 21:00 - 22:00              | 新加坡 新傳媒8頻道 星期一至五 21:00 - 22:00 | 新加坡 新傳媒8頻道 星期一至五 21:00 - 22:00 |
| -------------------------------------------------------- | ------------------------------------------- | ------------------------------------------- |
|                                                          | 信約：動盪的年代 （2014.11.24- 2015.01.02） |                                             |
| 三個願望 （2014.10.27- 2014.11.21）                      | 你也可以是天使 （2015.01.05- 2015.01.30）   |                                             |
| 星期二至六 05:00 - 06:00（重播）                         |                                             |                                             |
| 信約：唐山到南洋 （2021.10.15－2021.11.26）              | 信約：動盪的年代 （2021.11.27－2022.01.07)  | 信約：我們的家園 (2022.01.08 - )            |
| 马来西亚 Astro双星、Astro双星HD 星期日至四 17:00 - 18:00 |                                             |                                             |
| 三個願望 （2014.11.06- 2014.12.03）                      | 信約：動盪的年代 （2014.12.04- 2015.01.14） | 你也可以是天使 （2015.01.15- 2015.02.11）   |
| 马来西亚 ntv7 星期一至四 21:30 - 22:30                   |                                             |                                             |
| 我的男友不是人 （2015.10.28- 2015.12.01）                | 信約：動盪的年代 （2015.12.02- 2016.01.25） | 记忆中的菜单 （2016.01.26-）                |

| 越南 HTV2 星期一至五 15:00 - 16:00          | 越南 HTV2 星期一至五 15:00 - 16:00                                                    | 越南 HTV2 星期一至五 15:00 - 16:00 |
| ------------------------------------------- | ------------------------------------------------------------------------------------- | ---------------------------------- |
|                                             | 信約：動盪的年代 （2024年11月20日－2024年12月31日）                                   |                                    |
| 志在四方II （2024年10月7日－2024年11月19日) | 那一年的除夕夜 （2025年1月1日－2025年1月28日)飛常日誌 （2025年1月31日－2025年2月20日) |                                    |

| 前任： 志在四方 | 红星大奖 最佳電視劇 2015年 | 繼任： 志在四方II |